# Chapelle Saint-Bernard de Servigny
La chapelle Saint-Bernard de Servigny est une chapelle romane située à Essoyes dans le département français de l'Aube et la région Champagne-Ardenne.

## Description
De style cistercien, la chapelle comprend un chœur et une nef. L'ensemble, en pierres maçonnées, est couvert de deux voûtes en berceau brisé. Le chevet plat est percé de trois baies. La nef est matérialisée par sa voûte plus haute et plus large. Le mur pignon de la façade, prolongé par deux contreforts, est surmonté d'un clocher-peigne coiffé d'une croix en fer forgé. La cloche a malheureusement disparu. Les murs sont ouverts de six baies en plein-cintre ébrasées vers l'intérieur. La toiture, sans charpente, probablement constituée de laves à l'origine, a été remplacée par des tuiles plates. Elle est actuellement recouverte provisoirement de tôles.

## Localisation
La chapelle est située sur la commune d'Essoyes, dans le département français de l'Aube.

## Historique
L'édifice est classé au titre des monuments historiques en 1979.